# Los apuros de Octavio
Los apuros de Octavio va ser una pel·lícula muda espanyola rodada a Barakaldo (Biscaia) el 1926 escrita, dirigida i produída pels germans Mauro i Víctor Azkona a través de la seva productora Producciones Azkona.

## Sinopsi
Octavio es casa avui, però ha passat la nit de gresca i s'aixeca tard. S'empolaina adequadament però de camí cap el casori li cau un pot de pintura al damunt. Finalment aconsegueix trobar una tintoreria i compra un anell just abans d'arribar a l'església. Tota la pel·lícula és farcida d'anuncis dels productes que utilitza Octavio (maquineta d'afaitar, tintoreria, bugadaria, joieria).

## Actors
- Secundino Fernández
- Luis San Gregorio el nen
- Mirinda Cocote